# Gartenkunst im Vorderen Orient

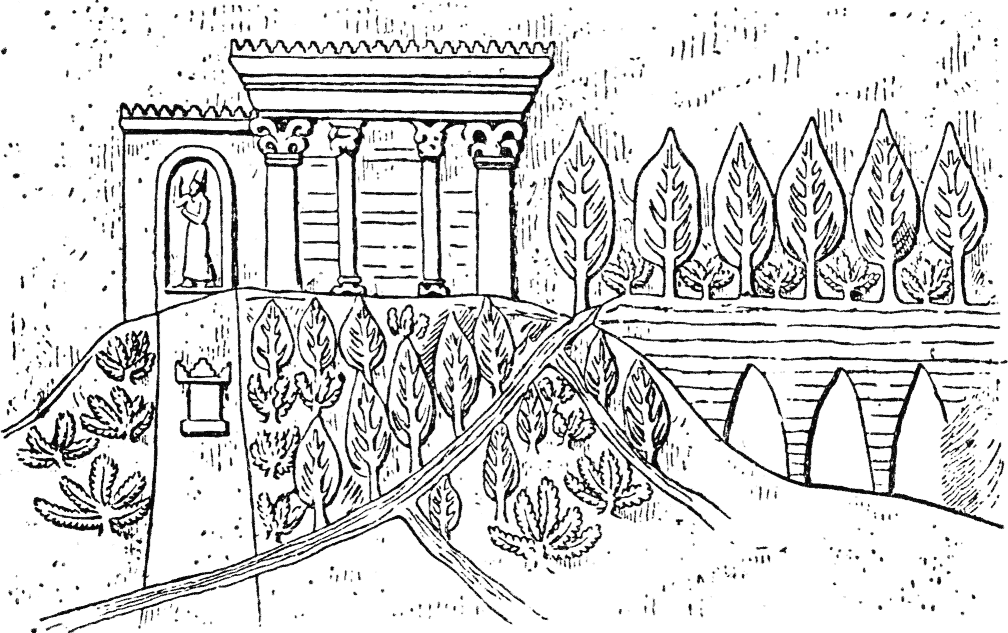
Darstellung eines Palast-Gartens in einem assyrischen Relief

Zu der Gartenkunst im Vorderen Orient gehören die Gärten der Assyrer und Babylonier wie auch die der auch im Mittleren Osten wirkenden Achämeniden und Sassaniden.

## Mesopotamien
Das Gilgamesch-Epos erwähnt Gärten in Uruk. Königsgräber in Ur aus dem dritten Jahrtausend enthielten einen goldenen Kopfschmuck, der mit Gänseblümchen verziert ist. In den sumerischen Palastgärten wuchsen Dattelpalmen und Tamarisken, in deren Schatten Festmähler stattfanden.

### Assyrer
Auf Inschriften haben einige Herrscher Hinweise auf ihre Gärten hinterlassen. So rühmt sich Tiglat-pileser I. (1115–1077 v. Chr.) üppiger Gärten; in Nimrud fand sich eine Steinstele, die den königlichen Garten des Assurnasirpal II. (883–859 v. Chr.) beschreibt; eine Keilschrifttafel, die im Britischen Museum, London aufbewahrt wird, zählt die Pflanzen im Garten des babylonischen Königs Marduk-Apla-Iddina II. (721–710 v. Chr.) auf und ein ebenfalls im Britischen Museum befindliches Relief des Assurbanipal (668–627 v. Chr.) vermittelt einen Eindruck eines assyrischen Lustgartens.
König Sargon II. (721–705) und Sanherib (705–681) legten große Jagdparks an, bürgerten in diesen Parks Bäume wie Zypressen, Zedern, Palmen und auch Baumwolle ein und versuchten in ihren Palastgärten Pflanzen aus allen Weltgegenden anzupflanzen. In Heiligen Hainen wuchsen unter anderem Dattelpalmen, Granatäpfel und Kiefern. Assyrische Reliefs aus Niniveh zeigen Weinreben, die in Bäumen wachsen und Madonnenlilien. Auf den Reliefs halten Könige oft die rote illuru-Blume in den Händen.

### Die hängenden Gärten von Babylon
Ob die Hängenden Gärten von Babylon, in der Antike als eines der sieben Weltwunder betrachtet, wirklich existierten, ist umstritten.
Der im 1. Jahrhundert n. Chr. lebende Diodorus Siculus schreibt über diesen Garten: „Neben der Burg lag auch der so genannte hängende Garten (…) auf jeder Seite gegen vier Plethren lang, ansteigend wie ein Berg, ein Stockwerk über das andere, so dass er einen Anblick wie ein Theater darbot. Unter den ansteigenden Terrassen waren Mauerreihen gebaut, welche die ganze Schwere des Gartens zu tragen hatten und die, wie das Ganze anstieg, immer ein wenig über die vorhergehenden hervorragten (…) hierauf also trug man Erde an, in genügender Tiefe, dass die größten Bäume Wurzeln fassen konnten. Oben war der Boden geebnet und mit zahlreichen Bäumen bepflanzt, welche sowohl durch ihre Größe, als auch durch sonstige Lieblichkeit den Sinn des Beschauers ergötzten.“

## Persische Königsgärten
Nach der Eroberung Mesopotamiens 539 v. Chr. übernahmen die Perser die Gartenkultur der Babylonier und Assyrer. Auch für die altpersischen Gärten sind archäologische Zeugnisse eher spärlich. Das Meiste, was wir über diese Gärten wissen stammt von griechischen Historikern.
Xenophon berichtet: „In welchen Gegenden immer (der Perserkönig) wohnt oder zu welcher er sich wendet, da trägt er Sorge, dass dort Gärten sind, die so genannten Parádeisoi, von allen schönen und guten Dingen voll, welche die Erde hervorbringen mag, und in eben diesen hält er sich die meiste Zeit auf, solange die Jahreszeit es zulässt.“
Zu den persischen Parádeisoi zählten nicht nur die Gartenanlagen der königlichen Paläste, wie sie schon Kyros II. (559–529), der Gründer des persischen Reiches anlegen und die Dareios I. (549–486 v. Chr.) vollenden ließ. Zu den Parádeisoi zählten auch die ausgedehnten Obstgärten, die für die Versorgung der Bevölkerung gedacht waren. Xenophon berichtet, dass Kyros der Jüngere sich rühmte, selbst solche Obstgärten angelegt zu haben. Gleichfalls zu den Parádeisoi werden die großköniglichen Wildgehege oder Jagdparks gezählt. Ein Relief vom Apadana in Persepolis zeigt, wie die Elamiter Löwen als Tribut darbringen. Auch Wildgeflügel gab es im königlichen Park. Von Verwaltungstafeln aus der Zeit von Dareios I. wissen wir, dass beispielsweise Pfauen mit Getreide gefüttert wurden. Parádeisoi lagen nach Xenophon in Daskyleion, Sittake und in Syrien.

### Der erste europäische Park
Der griechische Söldner Xenophon lernte die persischen Parádeisoi kennen, als er 401 v. Chr. im so genannten „Zug der Zehntausend“ Obermesopotamien und Armenien durchquerte. Das persische Wort pairidaeza bedeutet Umzäunung. Xenophon führte es als Wort für Garten in den griechischen Wortschatz ein, von wo es zum mitteleuropäischen „Paradies“ wurde. Nach seiner Rückkehr legte er auf seinem Landgut Skillous bei Olympia einen davon inspirierten Wildpark an, der von Pausanias im 2. Jahrhundert nach Christus beschrieben wurde. Er ist die älteste schriftlich bezeugte Parkanlage Europas.